# Fiat 618R
Le Fiat 618RL était une version autobus dérivée du modèle de voiture Fiat 518 Ardita fabriquée par la division autobus de Fiat V.I., branche du groupe italien Fiat.
Il a été lancé avant la seconde guerre mondiale, en 1934, 5 ans après la Fiat 518, pour assurer le transport rapide des populations italiennes.
Le Fiat 618RL, d'une longueur normalisée en Italie, de 5,80 mètres, était équipé du moteur essence Fiat 118A, un 4 cylindres de 1.944 cm3, développant 45 ch DIN. Ce moteur s'avèrera robuste, fiable et peu gourmand en essence. Le poste de conduite était à droite, comme le voulait le code de la route italien de l'époque.
La production du Fiat 618R cessa en 1937. Il ne sera pas remplacé et il faudra attendre 1960 pour que Fiat lance un minibus, le Fiat 314.

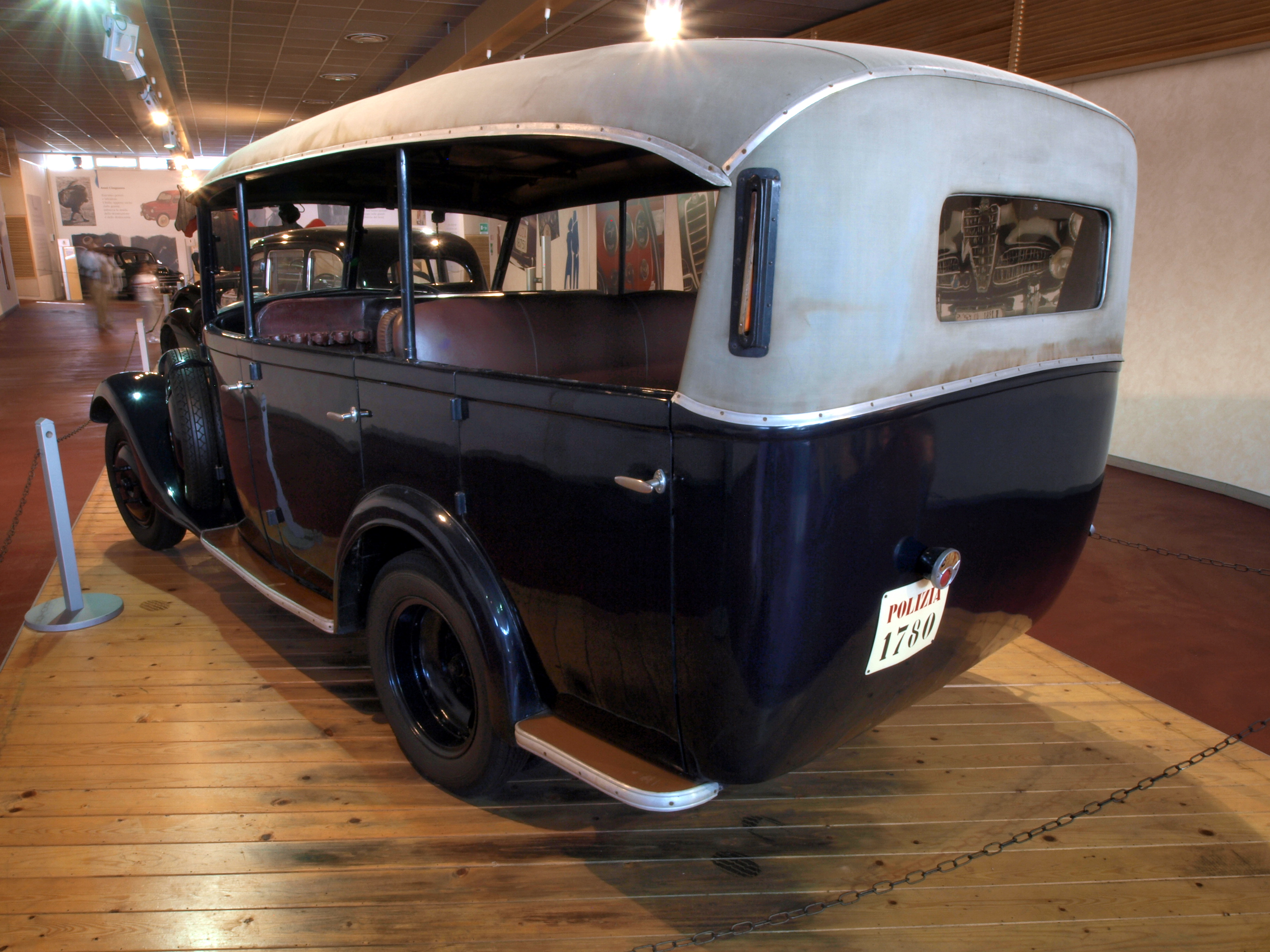
Fiat 618R - Musée de la Polizia di Stato - vue arrière